# Rechenberg-Bienenmühle
Rechenberg-Bienenmühle è un comune di 2.207 abitanti della Sassonia, in Germania.
Appartiene al circondario (Landkreis) della Sassonia centrale (targa FG).